# 잉게보르가 답쿠나이테
잉게보르가 답쿠나이테(리투아니아어: Ingeborga Dapkūnaitė, 러시아어: Ингебо́рга Эдму́ндовна Дапку́найте 인게보르가 예드문도브나 답쿠나이테[*], 1963년 1월 20일 ~ )는 리투아니아의 배우이다.

## 출연 작품
- 레드 스패로 - 발레 감독 역